# Ana Vanessa Gutiérrez
Ana Vanessa Gutiérrez és una escriptora asturiana nascuda a Urbiés (Mieres) el 1980, encara que als vuit anys es traslladà a viure a L'Entregu.
Endemés de les col·laboracions en premsa i la seva inclusió en antologies de poesia i narrativa, Gutiérrez ha publicat els poemaris Onde seca l'agua (2003) i La danza de la yedra (2004), amb el que va guanyar el premi Teodoro Cuesta de poesia el 2003. És fundadora de la revista Reciella Malory i participa en altres com Entellunu o Formientu. Igualment és redactora del setmanari Les Noticies.